# Динур, Бен-Цион
Бен-Цио́н Дину́р (ивр. בן ציון דינור‎; Бенцио́н Динабу́рг; 2 января 1884, Хорол, Полтавская губерния, Российская империя — 8 июля 1973, Иерусалим) — сионистский деятель, педагог, историк и политик, депутат Кнессета первого созыва.

## Биография
Бен-Цион родился в 1884 году в городе Хорол, в то время в составе Полтавской губернии Российской империи (сейчас — Украина). Учился в иешиве в Тельшяе в Литве под руководством Шимона Шкопа, а затем — в иешиве «Слободка». В 1900 году в Вильне получил звание раввина. С 1902 по 1911 год принимал активное участие в сионистском движении, из-за чего был ненадолго арестован. В 1910 году женился на Бильге Фейнгольд, учительнице, которая работала с ним в Полтаве. В 1911—1913 годах учился в Берлинском университете, а следующие два года — в Бернском университете, где защитил магистерскую диссертацию по истории Палестины времен Римской империи. С началом Первой мировой войны Динур вернулся в Российскую империю и учился в Петроградском университете, однако из-за Октябрьской революции не получил кандидатской степени. С 1920 по 1921 год преподавал в Одесском университете.
В 1921 году эмигрировал в Палестину и с 1923 по 1948 годы работал учителем, а позже председателем Еврейского колледжа для учителей в Иерусалиме. В 1936 году начал преподавать еврейскую историю в Еврейском университете и в 1948 году стал его профессором. Ушёл на пенсию с профессорской должности в 1952 году.
После образования государства Израиль был избран в первый состав Кнессета от партии МАПАЙ и работал министром образования и культуры в четырёх составах правительства (1951—1955 годы). В 1953 году его усилиями был принят новый закон о государственном образовании. С 1953 по 1959 годы был президентом музея «Яд ва-Шем».
Бен-Цион Динур дважды получил Государственную премию Израиля, которую сам основал: в 1958 году — за исследования по еврейской истории и в 1973 году — за работу в области образования. Имя Динура присвоено основанному в 1974 году Центру исследования еврейской истории Еврейского университета в Иерусалиме.

## Основные труды
- многотомная история еврейского народа, состоящая из двух основных разделов:
  - «Исраэль бе-арцо» («Израиль в своей стране», 1938)
  - «Исраэль ба-гола» («Израиль в диаспоре», 3-е изд.: 1961—1966);
- «Хиббат Цион» (тт. 1-2, 1932—1934; история движения);
- «Мефалсей дерех» («Первопроходцы», 1947);
- «Бе-мифне ха-дорот» («На рубеже веков», 1955) — сборник исторических исследований.

В 1958—1960 годах вышли в свет два тома мемуаров Динура (1-й том в переводе на русский язык под названием «Мир, которого не стало» вышел в издательстве «Гешарим» в 2008 году).